# Obični komorač
Komorač (narodni nazivi: koromač, anason, divlja mirodija, janež, rezen, morač, anita, kopar sladki, slatki aniš; lat. Foeniculum vulgare) aromatična je začinska biljka. 

## Opis biljke
Biljka naraste od 60 do 120 cm u visinu. Ima dugoljaste višestruko izdijeljene igličaste listove koji rastu na stabljici. Na kraju stabljike razvija se cvjetna glavica u obliku obrnutog kišobrana. Komorač je višegodišnja zeljasta biljka, s moćnim i razgranatim korijenom. Iz korijena se razvija veći broj uspravnih stabljika, koje su valjkaste, šuplje, modrozelene boje, gole i razgranate, visine do 2 metra. Grananje počinje od polovice stabljike. Listovi su 3-4 puta perasto podijeljeni, plavkastozelene boje. Prizemni listovi su na dugim drškama, a oni na srednjem i gornjem dijelu stabla imaju vrlo kratke drške, ili su sjedeći. Cvjetovi komorača su petodijelni, sitni, mirisni, žute boje, skupljeni u cvijet.
Komorač je otporna, samonikla, divlja ili uzgojena dvogodišnja biljka s odebljalim korijenom, iz kojeg u prvoj godini izrastu listovi, a u drugoj godini i do 2 metra visoka stabljika s listovima i cvjetovima. Stabljika je okrugla, modro-zelene boje i u gornjem dijelu razgranjena, a listovi su sastavljeni od mnoštva sitnih listića. Komorač pripada porodici štitarki, jer su žuti cvjetovi skupljeni u štitaste cvatove. U svakom plodu ima stotinjak sjemenki bogatih eteričnim uljima. Sjemenke su male, aromatične, plosnate i ovalne, sa žutim žlijebom, a se koriste kao začin.
Aroma komorača prilično varira od vrste do vrste. Npr. divlji komorač ima gorkasti okus, a pitomi ili slatki komorač ima okus jako sličan anisu, i taj najčešće upotrebljavamo u kulinarstvu. Komorač cvjeta dugo (od srpnja do listopada), postupno s porastom stabljike. Neravnomjerno cvjetanje uvjetuje i neujednačeno sazrijevanje. Plod komorača je sastavljen od dva sjemena, sivo do žutozelene boje, duljine oko 10 mm i širine oko 4 mm. Komorač uspijeva u različitim klimatskim uvjetima. Najbolji rezultati postižu se u sunčanim i toplim predjelima. Otporan je prema niskim temperaturama. Smrzava se tek na -20 °C, ako nema snježnog pokrivača. Sjeme klija na 6 - 8 °C.
Iako u Hrvatskoj postoje vrlo povoljni uvjeti za uzgoj komorača, on se malo uzgaja. Javlja se i kao samonikla biljka. Kod nas raste samoniklo, ali se uzgaja i za začin i liječenje. Ljekovita je čitava biljka koja se može brati cijelog ljeta, a njen korijen iskopan sredinom proljeća i plodovi dozrijevaju u listopadu. Cvjetovi su zlatnožute boje i u obliku štita. Zeljasti, svježi dijelovi biljke služe, zbog posebnog mirisa, za začin – ili kao dodatak varivu i salati, pa se zbog toga i koriste za posipanje peciva. Cijela biljka suši se u hladu, uz opreznost da iz štitova prerano ne ispadnu plodovi. Oni se istresu na podlogu iz potpuno osušene biljke i čuvaju u hermetički zatvorenim posudama od tamnog stakla. Ostali dijelovi osušene biljke mogu se čuvati u dobro zatvorenim kartonskim kutijama.

## Rasprostranjenost
Kao vrtlarska kultura posebno je raširen u Južnoj Europi. Ova biljka potječe iz Sredozemlja i najviše joj odgovara topla, ali ne prevruća klima. Uzgaja se u Grčkoj, Turskoj, Italiji, južnoj Francuskoj i u sjevernoafričkim zemljama. U Hrvatskoj raste po kamenjarima Istre, Primorja i Dalmacije.

### Srodne vrste
Srodne vrste su anis, celer i kim.

## Energetska i nutritivna vrijednost
Energetska vrijednost 100 grama svježeg korijena komorača iznosi 31 kcal / 130 kJ. Od toga 1,2 % čine bjelančevine, 0,2 % masti i 7,3 % ugljikohidrati. Sadrži 3,1 g dijetalnih vlakana, kao i još dvanaest važnih elemenata u tragovima i četrnaest aminokiselina u idealnom sastavu. Od minerala izvrstan je izvor kalija (414 mg), dobar je izvor mangana (0,2  mg, što čini 10 % RDA), a od vitamina izvrstan je izvor vitamina C (12 mg, što čini 20 % RDA). 
Energetska vrijednost sjemena komorača iznosi 345 kcal / 1443  kJ. Od toga je 16 % bjelančevina, 15 % masti, 52 % ugljikohidrata, a bogat je dijetalnim vlaknima (40 mg) i fitosterolima (66 mg). Od minerala izvrstan je izvor mangana (6,5 mg, što čini 310 % RDA), željeza (18,5 mg, što čini 130 % RDA), magnezija (385 mg, što čini 130 % RDA), kalcija (1 200 mg, što čini 120 % RDA), bakra (1,1 mg, što čini 120 % RDA), fosfora (487 mg, što čini 61 % RDA) i cinka (3,7 mg, što čini 37 % RDA). Od vitamina izvrstan je izvor vitamina C (21 mg, što čini 35 % RDA) i vitamina B kompleksa: niacina ili vitamin B3 (6 mg, što čini 38 % RDA), tiamina ili vitamin B1 (0,4 mg, što čini 34 % RDA), piridoksina ili vitamin B6 (0,5 mg, što čini 28 % RDA) i riboflavina ili vitamin B2 (0,4 mg, što čini 27 % RDA).

## Uporaba
Plod je posebno bogat eteričnim uljem i rabi se kao začin ili čaj protiv nadimanja i kao blago sredstvo protiv kašlja kod djece i kod proljeva i drugih probavnih smetnji kod dojenčadi. U povrtlarstvu je posebno odgojena jedna vrsta koja ima zadebljale početke stabljike koji oblikuju oblik sličan glavici luka odmah iznad zemlje. Ta sočna zadebljanja upotrebljavaju se kao povrće u ishrani, bilo termički obrađeno ili u salati. Listovi se također upotreblljavaju kao začin a u tradicionalnoj kuhinji se koristi uz ribu.

### Priprema jela s komoračem
Svi dijelovi komorača, lukovica, stabljike i listovi, upotrebljavaju se u pripremi jela. Nožem se režu stabljika i dno lukovice, a maknu se i vanjski listovi lukovice. Kratko se isperu pod tekućom vodom, a zatim komorač se nareže prema potrebi. Nožem se lukovica prepolovi i reže po dužini na kriške za pirjanje ili na tanke ploške u obliku polumjeseca za salate. Svaku polovica se može narezati i na kockice. Stabljike se koriste u pripremi temeljaca, dok listovi daju osobitu aromu ribi pečenoj u foliji, a mogu se iskoristiti i za ukrašavanje jela. Najbolje od komorača dobije se ako se posluži svjež. Vrlo su zanimljive kombinacije komorača s povrćem i voćem u raznim miješanim i složenim salatama. 
Pravi ljekoviti koktel se može pripremiti tako da svježi komorač se začini maslinovim uljem, pa ovu ukusnu i mirisnu salatu se pojede kao predjelo. Umjesto zelene salate ili rajčice u sendvič se može staviti svježe narezani komorač ili ga se prelije s jogurtom, s dodatkom svježe narezane metvice. Za toplo predjelo ili mali obrok može se u francuskom stilu pripremiti omlet s komoračem, rajčicom i maslinama ili quiche s nadjevom od poriluka i komorača, s dodatkom sira parmezana i sjemenki maka. Oba jela se poslužuju uz zelenu salatu. U istoj grupi toplih predjela za talijansku kuhinju to su tjestenina i rižoto. Bijeli umak za tjesteninu se priprema s komoračem, lukom i pancetom u vrhnju, a crveni umak se priprema na bazi rajčica, luka, komorača, crvene paprike i inćuna. Izvrstan rižoto dobije se kombinacijom komorača i repova račića.
Od lukovice komorača priprema se krem juha, a ostale pire ili krem juhe od komorača pripremaju se u kombinaciji s mrkvom, špinatom, rajčicom ili patlidžanom. Stabljike komorača koriste se za pripremu bistrih juha, povrtnih složenaca ili variva. Komorač se može pirjati s drugim povrćem, peći uz dodatak maslinova ulja, začina i krušnih mrvica ili gratinirati. S komoračem se mogu pripremati i mesna jela od piletine, svinjetine i teletine. Ujedno za perad, poput piletine i puretine, možete pripremiti zanimljive nadjeve. Za piletinu nadjev od kuhanog komorača, češnjaka, timijana, ružmarina i majorane, a za puretinu nadjev od pirjanog komorača, pršuta, pinjola, peršina, majorana i limunove korice. Ova namirnica izvrsno se slaže s dimljenim lososom i školjkama. Pirjani komorač se može pripremiti sa sipom, u kombinaciji s pirjanim paprikama, uz pečene odreske tune ili s kuhanom rižom, paprikama i pinjolima kao dio nadjeva za pastrvke.
Svježi listovi komorača se mogu koristiti za pripremu umaka na bazi majoneze, salatnih preljeva i nadjeva, dok sjemenke komorača se mogu koristiti kod pripreme kruha, slanih kolača i mesnih jela. Od komorača se u Makedoniji i Grčkoj rade tipična nacionalna žestoka alkoholna pića, a i u našim se krajevima često dodaje u travaricu.

### Ljekovitost
Komorač je jedna od najstarijih poznatih ljekovitih biljaka koju su koristili stari Egipćani, Rimljani i Grci, a kod nas su ga, kao prirodni lijek kod probavnih tegoba i prehlada, proslavili benediktinci. U ukupnom kvalitetnom nutritivnom sadržaju osobito se ističu flavonoidi rutini i kvercitin, te raznovrsni kempferol glikozidi, koji imaju snažno antioksidativno djelovanje. Vrlo zanimljiv je i anetehol, sastavni dio hlapljivih komponenti eteričnog ulja. Istraživanja su pokazala da smanjuje upale i pomaže u sprječavanju razvoja raka. Eksperimentima na životinjama utvrđeno je da eterično ulje ima sposobnost zaštite jetre od štetnog toksičnog djelovanja.
U antici i u azijskom prostoru, komorač je bio cijenjen zbog svog okusa sličnog anisu, kao i zbog ljekovitih svojstava. Komorač je dobar izvor vitamina C, koji je također snažan antioksidans i ima sposobnost neutralizacije štetnog djelovanja slobodnih radikala u vodenim otopinama u tijelu, koji mogu uzrokovati boli u zglobovima i rezultirati osteoartritisom i reumatoidnim artritisom. Odličan je izvor dijetetskih vlakana koja pomažu u pravilnoj funkciji crijeva, i na taj način sudjeluje u sprječavanju razvoja raka debelog crijeva. Vlaknaste tvari vežu na sebe otrovne i masne tvari u crijevima, odstranjujući tako otrove iz tijela, te smanjujući razinu kolesterola i masnoće u krvi. Dijetetska vlakna održavaju zdravlje srca jer vežu žučne soli u debelom crijevu i izlučuju ih iz tijela. Za ponovnu proizvodnju žučnih soli troši se kolesterol, čime se smanjuje njegova količina u krvi i rizik od njegovog štetnog djelovanja. Vlakna povećavaju osjetljivost inzulina i tako sprječavaju razvoj dijabetesa tipa 2. Imaju visoki kapacitet vezanja vode, bubre i usporavaju probavu, što daje osjećaj sitosti. Iz tog se razloga hrana bogata dijetetskim vlaknima preporuča tijekom redukcijskih dijeta.
Komorač je izvrstan izvor kalija, koji pomaže kod snižavanja visokog krvnog tlaka, jednog od rizičnih faktora koji mogu utjecati na srčani ili moždani udar. Sjemenke i korijen komorača sastavni su dijelovi čajeva za čišćenje organizma, što se pripisuje eteričnom ulju koje suzbija nadutost, smiruje grčeve želuca i crijeva i djeluje protiv vrenja. Čisto eterično ulje dobiva se destilacijom iz sjemenki, a preporuča se uzimanje sa šećerom ili u vodi, za liječenje bolova u grlu i promuklosti. Također se preporučuje i za vanjsku primjenu, kao sastavni dio antireumatskih sredstava za masažu. Komorač pojačava rad stanica, jača imunitet, zaustavlja razmnožavanje mikroorganizama, pospješuje izlučivanje mlijeka, utječe na živčani sustav i dobro raspoloženje, odstranjuje sluz kod kašlja i hunjavice, djeluje lagano smirujuće i opuštajuće. Zbog visokog sadržaja beta-karotena, može se preventivno koristiti kao djelotvorno sredstvo protiv raka. Više od dva puta tjedno komorač ne bi smjele konzumirati osobe koje su sklone proljevu.
Od sjemenki komorača dobiva se eterično ulje, a iz plodova se radi ljekoviti čaj za želudac i crijeva, koji uz to djeluje i lagano umirujuće, pa je idealan za djecu. Idealan je za osobe s prekomjernom težinom. Komorač veže na sebe masti u crijevima, tako se puno manje molekula triglicerida (molekule masti) može “ugnijezditi” u masnim naslagama na trbuhu (iz tog su razloga stare Rimljanke jele komorač!), bokovima, stražnjici i bedrima. Osim toga, komorač odstranjuje “mokru mast” na trbuhu, koju većina debelih pogrešno smatra naslagama masti, dok se u stvari radi o prilično velikim nakupinama vode oko pupka (celulit). 

## Narodno vjerovanje
U narodnoj medicini se koristi kod očnih upala. U narodnoj medicini ljekovitim dijelovima biljke smatraju se korijen, koji se skuplja od polovine ožujka do kraja travnja, i nadzemni dio biljke, lišće, koje se može skidati tijekom cijelog ljeta. Komorač je jedno od najstarijih sredstava za slabe i slabokrvne žene. Upotreba ove biljke u službenoj i narodnoj medicini je višestruka. Koristi se samostalno, ili kao dodatak čajnim mješavinama sličnog učinka. On se koristi kod raznih želučanih bolesti, spazma crijeva, a poboljšava i laktaciju. Čaj od lišća komorača smatra se odličnim sredstvom kod umora očiju. Eterično ulje se koristi za bronhitis i magareći kašalj. Smatra se da komorač produžava život i jača snagu.
Na Istoku se komorač koristi za liječenje pretilosti. Vrlo je dobro kombinirati tri vrste sjemena: sjeme komorača, kima i korijandera. Oni odlično pomažu u slučaju slabe probave kod djece i kod starijeg uzrasta. Svojim vrlo ugodnim mirisom i slatkim okusom komorač, prije svega, služi za popravljanje neugodnog mirisa i okusa lijekova koji se nerado uzimaju. Komorač ima i važnu profilaktičnu moć. Upotreba komorača kod nas je neophodna, jer mi još uvijek jedemo mnogo graha, kupusa i drugu tešku hranu s mnogo celuloze koja se teško probavlja, i zato izaziva ne baš male tegobe u probavnim organima. Najviše komorača troše proizvođači eteričnih ulja, jer iz godine u godinu raste potrošnja ovog ulja za proizvodnju likera, bombona i drugih poslastica.
Eterično ulje omogućuje izlučivanje nagomilanih plinova probavnim organima, olakšava iskašljavanje (posebno za pušače), otklanja neugodan zadah iz usta, stimulira apetit i djeluje antiseptički. Ulje od komorača pomiješano s malo vode blagotvorno djeluje kod promuklosti i upale grla, a oblozi ublažavaju reumatske bolove. Kod dojilja potiče stvaranje mlijeka. Oblozi komorača pomažu kod problema s mokraćnim putevima, otklanjaju parazite iz digestivnog trakta, omogućuju miran san, naročito onima koji pate od napada kašlja zbog astme. Onima koji boluju od proširenih vena ili vodene bolesti preporučuje se piti toplo vino u kojem je kuhan komoračev korijen. To vino je izvrstan napitak za starije ljude, brzo otklanja teškoće u funkciji želuca i probave nastale kao posljedica starosti. Čaj od mješavine anisa i komorača pomaže maloj djeci koja pate od želučanih i crijevnih tegoba.

## Povijest
U antici i u azijskom prostoru, komorač je bio cijenjen zbog svog okusa sličnog anisu, kao i zbog ljekovitih svojstava. Stari Rimljani su uživali jesti njegove listove, korijenje i sjemenke u salatama i kruhu. Osobito su ga voljele rimske dame, koje su ga grickale radi njegovog diuretičkog svojstva i otapanja masnog tkiva oko struka. Ratnici su pak komorač dodavali u jelo kako bi sačuvali dobro zdravlje i snagu! U Srednjem vijeku koristili su ga za rastjerivanje kukaca. Vjerovalo se da plaši vještice, pa su ga za Ivanjske noći (sveti Ivan Krstitelj, 23. lipnja uvečer) vješali na ulazna vrata. Često su ga stavljali u ključanice da nikakvo zlo noću ne uđe u kuću. Srodne vrste komoraču su anis, celer i kim.